# Tamu (dystrykt)
Tamu (birm.: တမူးခရိုင်) – dystrykt w Mjanmie, w prowincji Sikong.
Według spisu z 2014 roku zamieszkuje tu 114 869 osób, w tym 57 007 mężczyzn i 57862 kobiet, a ludność miejska stanowi 52,2% populacji.
Dystrykt dzieli się na 1 township: Tamu i 2 subtownships: Myothit i Khampat.
Na terenie dystryktu znajdują się 3 miasteczka: Tamu, Myothit i Khampat oraz 20 jednostek administracyjnych czwartego rzędu (village tract), obejmujących następujące wsie:
- Ah Hlaw: Ah Hlaw
- Auk Taung: Auk Taung, Boke Kan
- Ban Du La: Ban Du La, Yan Nwan, Moe Lin, Hpar Yan, Ywar Thar, Tone Kyaw
- He Zin: He Zin, Yae Nan, Chaung Son
- Hle Seik: Hle Seik
- Hpaing Lin: Nan Aung Maw, Hpaing Lin, U Aung Zay Ya, Man Taw, Zay Di
- Htin Zin: Htin Zin, Tein Ka Yar (Mjanma), Tein Ka Yar (Chin), Htin Zin Ywar Thit, Kamma Gyi
- Htone Ka Tin: Htone Ka Tin, Naung Kit Thit, Nauk Kit, Ton Ma Na
- In Daing: Pan Thar, In Daing, Man Maw, Yan Nyein Aung, Htan Ta Pin, Pan Thar (Kan Wa)
- Ka Nan: Ka Nan
- Kha Meik: Nan Mun Tar, Kha Meik, Khum Mun Nun, Nan Ah Yaung, Yan Lin Hpaing
- Kun Taung: Wet Shu, Kun Taung, Kun Taung Ywar Thit
- Kyun Taw Yae Shin: Nan Khauk Khauk, Nan Ka Teik, Kyun Taw Yae Shin
- Ma Lu: Ma Lu, Zee Hpyu Kone
- Min Tha Mee: Min Tha Mee
- Min Thar: Kyun Pin Thar, Min Thar, In Gyin Kone
- Put Thar: Put Thar
- Sun Lel: Twi Ban, Sun Lel, Sun Lel (Ywar Haung)
- Tha Nan: Tha Nan (San Pya), Tha Nan (Chin)
- Wi Toke: Wi Toke Ywar Thit, Tee Tein Yan, Wi Toke, Yan Taing Aung